# Aleksandra Crvendakić
Aleksandra Crvendakić  (nacida el 17 de marzo de 1996 en Loznica, Serbia) es una jugadora de baloncesto serbia. Con 1.87 metros de estatura, juega en la posición de ala-pívot.